# Luigi Cantù
Luigi Cantù (* 22. Februar 1868 in Mailand; † 29. März 1951 in Paris) war ein italienischer Radrennfahrer und nationaler Meister im Radsport.

## Sportliche Laufbahn
Cantù war im Straßenradsport und im Bahnradsport aktiv. 1892 siegte er in der nationalen Meisterschaft im Straßenrennen vor Adolfo Ruscelli. 1891 war er Vizemeister geworden und 1890 hatte er den dritten Platz belegt. Auf der Bahn wurde Cantù 1891 Vizemeister Italiens im Sprint hinter Ambrogio Robecchi.